# Eduardo Rodríguez (meksykański piłkarz)
Eduardo Rodríguez Hernández (ur. 13 października 1979 w Ciudad Victoria) – meksykański piłkarz występujący na pozycji obrońcy.

## Kariera klubowa
Rodríguez jest wychowankiem drużyny Monarcas Morelia, do której seniorskiego składu został włączony przez szkoleniowca Tomása Boya. W meksykańskiej Primera División zadebiutował 16 stycznia 2000 w przegranym 1:4 spotkaniu z Guadalajarą. Przez cały pobyt w Morelii pozostawał rezerwowym, jednak zdołał odnieść z drużyną kilka sukcesów – w sezonie Invierno 2000 wywalczył pierwsze w historii klubu mistrzostwo Meksyku, natomiast w rozgrywkach Apertura 2002, swoich ostatnich na poziomie pierwszoligowym, zdobył tytuł wicemistrzowski i dotarł do finału Ligi Mistrzów CONCACAF. W późniejszym czasie występował w kilku klubach drugoligowych; Lagartos de Tabasco, Club León, z którym wygrał rozgrywki w sezonie Clausura 2004, Correcaminos UAT i Delfines de Coatzacoalcos, gdzie w wieku 26 lat zakończył profesjonalną grę w piłkę.

## Kariera reprezentacyjna
W 1999 roku Rodríguez został powołany przez selekcjonera Jesúsa del Muro do reprezentacji Meksyku U-20 na Młodzieżowe Mistrzostwa Świata w Nigerii. Był wówczas podstawowym zawodnikiem drużyny, do której należeli m.in. Rafael Márquez czy Gerardo Torrado i wystąpił w czterech spotkaniach, strzelając bramkę w wygranym 4:1 meczu 1/8 finału z Argentyną. Meksykanie zakończyli swój udział w turnieju w ćwierćfinale.